# Roomer Tarajev
Roomer Tarajev (31 januari 1980) is een Estisch voormalig voetbalscheidsrechter. Hij was in dienst van FIFA en UEFA tussen 2015 en 2020. Ook leidde hij van 2014 tot 2021 wedstrijden in de Meistriliiga.
Op 1 maart 2014 leidde Tarajev zijn eerste wedstrijd in de Estische nationale competitie. Tijdens het duel tussen Levadia Tallinn en Paide Linnameeskond (0–1) trok de leidsman viermaal de gele kaart. In Europees verband debuteerde hij tijdens een wedstrijd tussen FC Santa Coloma en Lincoln Red Imps in de eerste voorronde van de Champions League; het eindigde in 1–2 voor de bezoekers en Tarajev gaf zeven gele kaarten. Zijn eerste interland floot hij op 24 maart 2016, toen Malta met 0–0 gelijkspeelde tegen Moldavië. Tijdens dit duel gaf Tarajev vijf gele kaarten.

## Interlands
| Datum            | Plaats           | Wedstrijd          | Uitslag | Competitie              | Kreeg geel | Kreeg voor de tweede keer geel en dus rood | Weggestuurd |
| ---------------- | ---------------- | ------------------ | ------- | ----------------------- | ---------- | ------------------------------------------ | ----------- |
| 24 maart 2016    | Attard, Malta    | Malta – Moldavië   | 0 – 0   | Vriendschappelijk       | 5          | 0                                          | 0           |
| 5 juni 2016      | Liepāja, Letland | Letland – Litouwen | 2 – 1   | Vriendschappelijk       | 3          | 0                                          | 0           |
| 18 november 2020 | Pristina, Kosovo | Kosovo – Moldavië  | 1 – 0   | Nations League 20202/21 | 4          | 0                                          | 1           |